# Stanisław Bułak-Bałachowicz

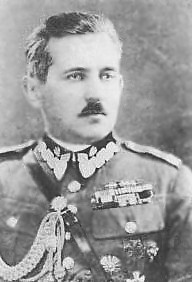
Stanisław Bułak-Bałachowicz.

Stanisław Bułak-Bałachowicz, född 12 november 1883 och död 28 november 1940, var en vitrysk/polsk general.
Under första världskriget var han kavalleriofficer med underryttmästares grad i ryska armén, och kämpade därefter 1918-20 som chef för ryska frikåren mot bolsjevikmakten huvudsakligen i Vitryssland. Hans frikår rekryterades mest av borgerligt stämda, ofta ekonomiskt starka bönder från Väst- och Vit-Ryssland, som var häftiga motståndare till bolsjevismen. Då Bułak-Bałachowicz saknade bestämt politiskt program, åtnjöt han hjälp än av Józef Piłsudski, än av den ukrainske hetmanen Symon Petlura, än av den ryske generalen Pjotr Wrangel och den ryske revolutionären Boris Savinkov. Under inbördeskriget tillfogade den ärelystne Bułak-Bałachowicz bolsjevikerna flera kännbara nederlag. 
Mot slutet av 1920 tvingades han av den bolsjevikiska övermakten att retirera till Polen, där hans frikår avväpnades och där han därefter vistades.
Stanislaw skrev två böcker i Polen: "Wojna będzie czy nie będzie" (Blir det krig eller blir det inte; 1931) och "Precz z Hitlerem czy niech żyje Hitler" (Ner med Hitler eller länge leve Hitler?, 1933).
Under det polska defensiva kriget som började året 1939 värvades Stanislaw till den polska armén.
Han organiserade en volontärgrupp som hjälpte till med försvaret av Warszawa. Det var sammanlagt 1750 dåligt försedda infanterister och 250 kavallerister i Stanislaws soldatgrupp. Den 12 september 1939 blev den första dagen då gruppen hamnade i strid. De lyckades erövra de sydliga delarna av Służew och Służewiec hästväg. Därefter anföll kavalleriet de tyska angriparnas infanteri, som befann sig i Natolin utanför Warszawa. 
Den 23 september förflyttades gruppen till norra Warszawa där de skulle anfalla tyska positioner i Bielanyskogen. Attacken hade förberetts, men blev inte av på grund av eldupphöret som skrevs under den 27 september.
Efter Warszawas kapitulation lyckades general Bułak-Bałachowicz undvika att bli gripen av tyskarna och återgick till ett civilt liv.
Han var den viktigaste organisatören av Militära Konfederationen, en av de första underjordiska motståndsrörelserna i det tysk- och sovjetiskockuperade Polen. Under tidigt 1940 fick Gestapo reda på Stanislaws gömställe. Han blev tillsammans med några polska konspiratörer omringad av Gestapo, i området "Saska Kępa" i Warszawa. De blev samtliga arresterade. Enligt den mest vanliga versionen så blev Bułak-Bałachowicz ihjälskjuten av Gestapos agenter den 10 maj 1940. Detta hände i Warszawa vid korsningen av gatorna "Francuska" och "Trzeciego Maja".
För sitt motstånd mot bolsjevikiska styrkor som dödade vitryska bönder så ses han som en nationalhjälte av den vitryska minoriteten i Polen. Historiker har ofta sett honom som en äventyrare då han tog stora risker.